# Frederico en Francine Morello
Frederico en Francine Morello is een echtpaar dat in het eerste kwart van de 20e eeuw werkzaam was als zangers en zangpedagogen. Beiden werden aangeduid als F. Morello.
Het echtpaar arriveerde op 1 april 1899 in Nederland. Hij had een Italiaans paspoort op zak. Zijn vrouw was Belgische. Dochter Carmen was geboren in Stockholm. Het gezin streek neer aan de Leidsekade 85 en verhuisde naar de Johannes Verhulststraat alvorens zich in 1918 in Zandvoort te vestigen. In Amsterdam waren zij jarenlang zangleraar, zowel privé als aan het Conservatorium van Amsterdam. Zij gaven les aan een hele generatie zangers. Daarnaast gaf hij en/of zij ook wel les aan koningin Wilhelmina. In wezen kon hij in Nederland niet goed lesgeven doordat hij de Nederlandse en Franse taal niet goed beheerste. Zij moest hem daarom voortdurend helpen; als Belgische kon zij dat wel.

## Frederico
Frederico Morello (Palermo, 11 mei 1863 – Zandvoort, 2 augustus 1920) was volgens zijn overlijdensakte zoon van Nunzio en Rosalia Morello. Hij was een internationaal bekend tenor met optredens in Milaan en Londen. Ook zong hij in januari 1899 nog Italiaanse opera in het Gebouw voor Kunsten en Wetenschappen in Den Haag.

## Francine
Francine Gillieaux/Gherlsen (Jemeppe-sur-Sambre, 8 juli 1865 – Brussel, 1927) was dochter van Edmond Gillieaux en Alice Augustine Boty. Zij was een sopraan opgeleid aan het Koninklijk Conservatorium Brussel maar kreeg ook vioolles van Eugène Ysaÿe en speelde daarop in een klein kamerorkest. Zij trad naderhand als zangeres op in bijvoorbeeld Ierland met het gezelschap van Joseph O'Mara. Ook zij zong in Londen (Royal Opera House) en Schotland, maar ook zijn er optredens van haar bekend in Stockholm. Zij werd als zangeres bewonderd door Guillaume Lekeu. In Amsterdam trad zij op 16 juni 1900 eenmalig op met het Concertgebouworkest. In de Stadsgehoorzaal Leiden zong ze de sopraanpartij in Le chant de la cloche van Vincent d'Indy onder leiding van Daniël de Lange (directeur conservatorium) met twee andere gerenommeerde Nederlandse zangers, de tenoren Désiré Pauwels en Jos Orelio. Het concert vond plaats ter gelegenheid van het 25-jarig bestaan van het Toonkunstkoor van de Maatschappij tot Bevordering der Toonkunst afdeling Leiden. Ze had Lénore uit dat werk al in 1893 gezongen tijdens de zogenaamde Concerts Lamoureux in Parijs. De Lange was trouwens ook een fan van haar; haar reactie op haar ontslag bij de Nederlandse Opera van Cornelis van der Linden (zij paste niet goed in de rol van een jeugdig zangeres) zond hij door naar De Telegraaf.

## Carmen
Carmen Morello (Stockholm 1896) was in de jaren twintig en dertig enigszins bekend als sopraan en pianolerares uit Zandvoort. Ze gaf les vanuit de ouderlijke woning Hoogeweg 5. Daarna verdween ze compleet uit beeld.